# Horní Lhotka
Horní Lhotka (německy Ober Lhotka) je malá vesnice, část obce Maleč v okrese Havlíčkův Brod. Nachází se asi 1 km na severovýchod od Malče. V roce 2009 zde bylo evidováno 14 adres. V roce 2001 zde trvale žilo 22 obyvatel.
Horní Lhotka je také název katastrálního území o rozloze 1,87 km2. V katastrálním území Horní Lhotka leží i Dolní Lhotka.